# Han Zhidi
Han Zhidi, född 138, död 146 e.Kr, var en kinesisk monark. Han var kejsare av Handynastin 145 - 146 e.Kr.